# Rodolphe De Saegher
Rodolphe De Saegher est un artiste, avocat et homme politique belge né le 28 octobre 1871 à Gavere et décédé à Gand le 25 février 1941.
Eminent représentant du courant pictural luministe, il est l'un des fondateurs du cercle artistique "Vie et Lumière" (1904) auquel prirent part notamment James Ensor ou Emile Claus.
Il participera notamment à l'exposition de la Sécession viennoise en 1901 ainsi qu'à plusieurs reprises aux salons de la Libre Esthétique à Bruxelles. Il sera également un membre actif des cercles artistiques et littéraires de Bruxelles et Gand au sein desquels son œuvre sera plusieurs fois présentée.
Avocat, homme politique, il sera à la fois député provincial, conseiller communal et échevin de la ville de Gand ainsi que député à la chambre des représentants du royaume de Belgique.

## Biographie
Fils de Victor De Saegher (1830) et d'Emma De Saegher (1842), Rodolphe De Saegher naît à Gavere le 28 octobre 1871.
Diplômé en droit à l'université de Gand en 1895, il suit également des cours à l'Académie royale des Beaux-Arts de cette même ville.
En janvier 1900, avec son ami artiste Armand Heins ainsi que Paul Bergmans, il fonde la Petite Revue Illustrée de l'Art et de l'Archéologie en Flandre. Il sera le rédacteur en chef de cette revue qui paraitra tous les quinze jours durant cinq ans. Il y signera plusieurs articles, notamment sur Charles Doudelet ainsi que sur Jules De Bruycker.
En 1901, il épouse Gabrielle Thiebaut. Installé à Gand, le couple aura deux enfants: Willy (1902) et Marie (1904).
Bénéficiant au tournant du siècle des conseils et de l'amitié d'Emile Claus, il fréquente le milieu artistique gantois: Armand Heins, Albert Baertsoen, Georges Buysse, Jean Delvin ou encore Carolus Tremerie.
Durant la première décennie du vingtième siècle, en Belgique, il expose à plusieurs reprises au sein du Cercle artistique et littéraire de Gand aux côtés d'artistes comme Jenny Montigny, Anna De Weert, Emile Claus ou encore George Minne ainsi qu'aux salons de la Libre Esthétique de 1905 et 1907. A l'étranger, il est invité à participer à l'exposition de la Sécession Viennoise en 1901 ainsi qu'à différentes expositions en Europe: Venise, Munich, Rome, Budapest, Londres, ... salons durent lesquels ses œuvres sont fréquemment vendues.
En 1904, sous l'impulsion d'Emile Claus, Rodolphe De Saegher est un membre fondateur du cercle artistique "Vie et Lumière". Le cercle, à ses débuts, se compose alors de quatorze membres: Anna Boch, Georges Buysse, Emile Claus, William Degouve de Nuncques, Anna De Weert, Aloïs De Laet, Rodolphe De Saegher, James Ensor, Alfred Hazledine, Adrien-Joseph Heymans, Georges Lemmen, Jenny Montigny, George Morren et Edmond Verstraeten. De 1905 à 1913, Rodolphe De Saegher présentera à de nombreuses reprises ses œuvres au sein des expositions organisées par ce cercle artistique.
Parallèlement à sa carrière artistique, Rodolphe De Saegher mène une brillante carrière d'avocat, franchissant un temps le pas de la magistrature, mais également une longue carrière politique.
Appartenant à la bourgeoisie libérale francophone de Gand, il sera conseiller provincial de 1904 à 1919, il sera également membre du conseil communal de la ville de Gand de 1917 à 1938. Il y sera par deux fois échevin, de 1917 à 1927 et de 1933 à 1938. Un temps échevin des Beaux-Arts, il se consacrera à la conservation du patrimoine artistique et architecturale de la ville. En 1925, il est élu député et siège durant une législature à la chambre des représentants du royaume de Belgique.
En 1924, son ami Emile Claus décède, Rodolphe De Saegher est alors désigné expert lors de la succession de l'artiste et assure la délicate mission de partage des œuvres d'art.
Deux importantes expositions des œuvres de l'artiste se tiendront encore en février 1922 et janvier 1926 au sein du Cercle artistique et littéraire de Bruxelles. A cette occasion, il y présente ses impressions de Flandre mais également de France (Bretagne, Côte d'Azur, ...), pays qu'il visite à plusieurs reprises, notamment durant l'hiver 1922-1923.

Rodolphe De Saegher meurt à Gand le 25 février 1941.

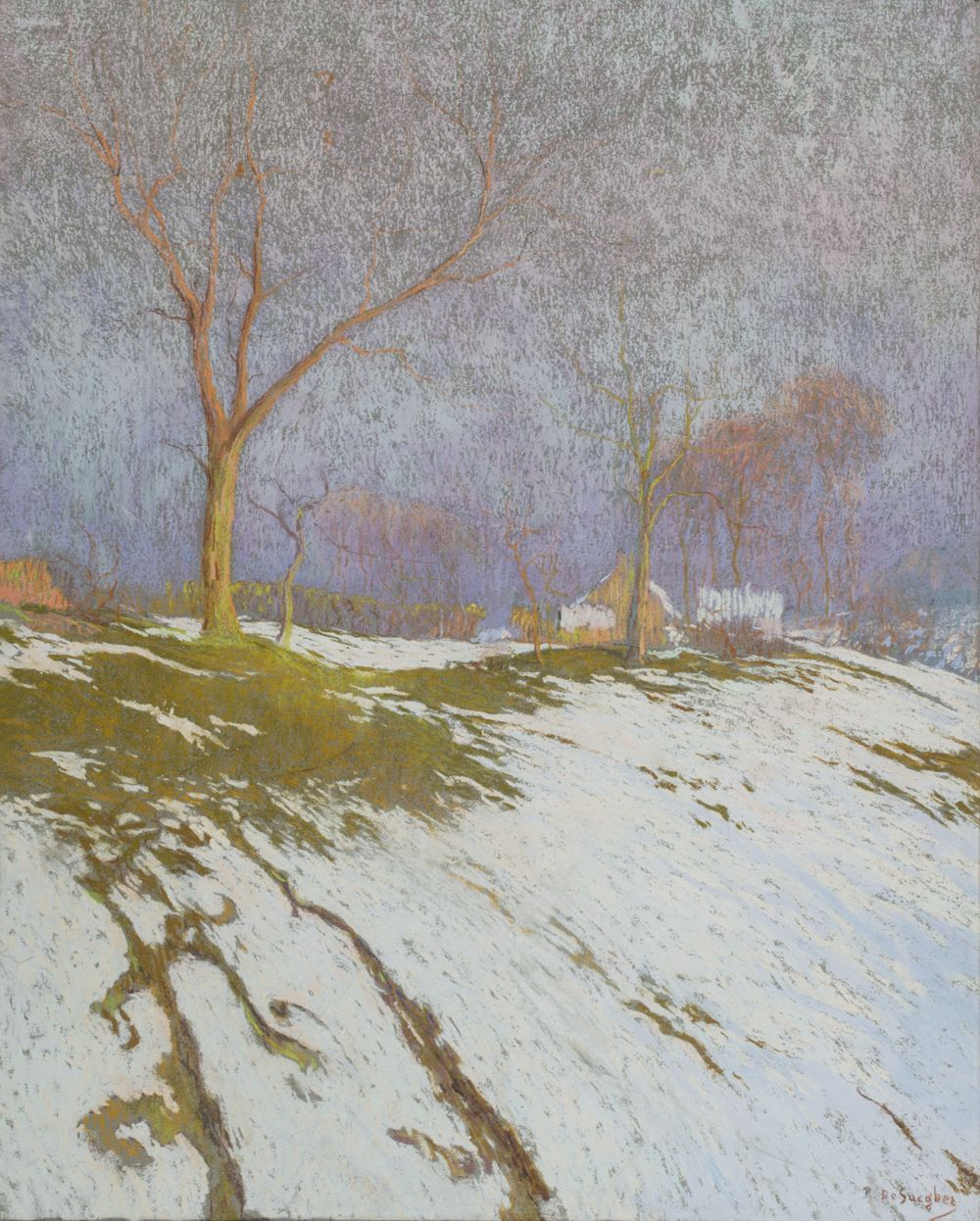
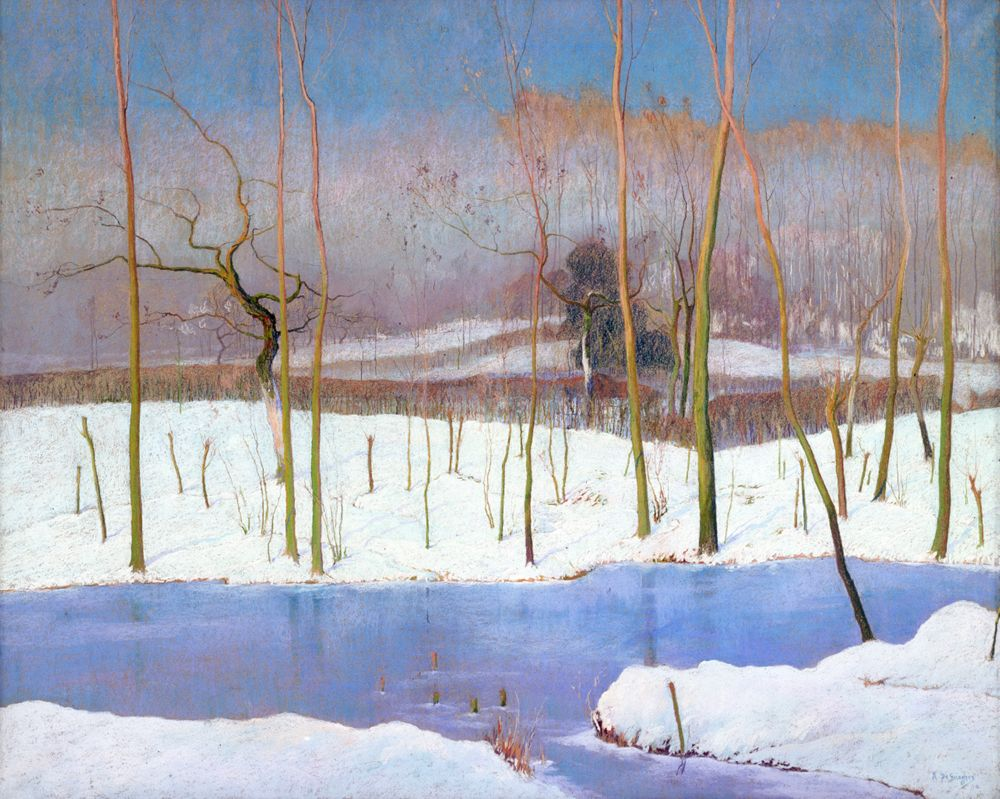

## Œuvre
L'œuvre de Rodolphe De Saegher se compose principalement de pastels sur papier, généralement de dimensions modestes. L'artiste y fixe sur le motif, en observation directe de la nature, ses impressions de la campagne flamande, principalement autour de la Lys et de l'Escaut, mais également ses souvenirs de voyages, en France et en Norvège notamment. Eminent représentant du courant luministe, son œuvre se caractérise par une grâce particulière et une coloration très fine, évocations synthétiques et stylisées rendant compte des variations atmosphériques en toutes saisons et à différents moments de la journée de paysages familiers à l'artiste. Il peindra également à l'aquarelle et à l'huile dans un même esprit.
Rodolphe De Saegher était également un portraitiste doué. Il caricaturera à maintes reprises les membres des différents conseils au sein desquels il siégera durant sa carrière politique ainsi que ses collaborateurs dans le milieu juridique. Le barreau de Gand publiera d'ailleurs plusieurs de ses dessins.

Plusieurs pastels de Rodolphe De Saegher figurent notamment dans les collections du Musée des Beaux-Arts de la ville de Gand.
"Une feuille de papier de dimensions réduites, un peu de pastel comme poussière d'aile de papillon et voici pour lui de quoi créer des œuvres charmantes. Il signa de nombreux pastels tellement poussés dans le sens de la tendresse délicate, de la poésie juvénile, qu'ils en prirent tout à coup un accent marqué. Nous songeons à telle lune rose sur paysage en tons de pollen, à telle lune d'or jouant, sur azur verdi, à cache-cache derrière les ilots de nuages, comme à tant d'autres petites œuvres délicates."

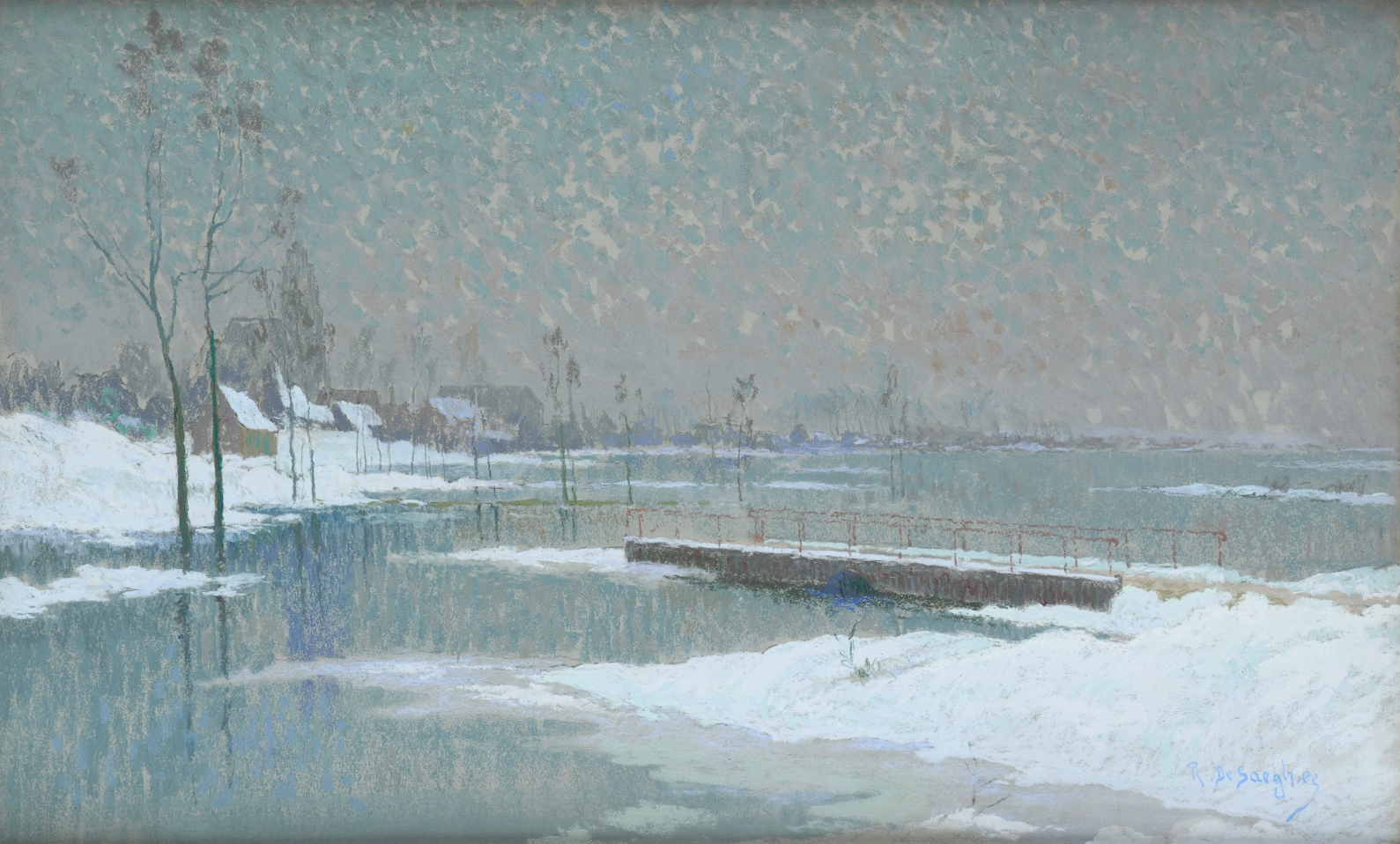
Bord de Lys en hiver

"Mais il est un aspect particulier du talent de De Saegher, tout à fait inattendu et trop peu mis en lumière jusqu'ici : cet artiste voit grand parfois mais l'exiguïté des œuvres donne le change. Souvent ce peintre n'a d'yeux que pour les ciels, il renverse la proposition peut on dire et il peint des paysages de ciel, notant comme à regret et d'un simple frottis alors, les choses de la terre, les masures, les champs et les arbres. Il contemple les nuages et leurs formes suggestives, il voit comment ils se poursuivent, se croisent, se frangent de lumière, s'évaporent ou se condensent. Courses de nuées, jardins vaporeux où se promène la lune, cataractes menaçant les campagnes ou palmes roses des beaux soirs, voilà autant de thèmes pour cet artiste logeant volontiers un nuage grand comme une province dans un tel pastel de 20 cm."

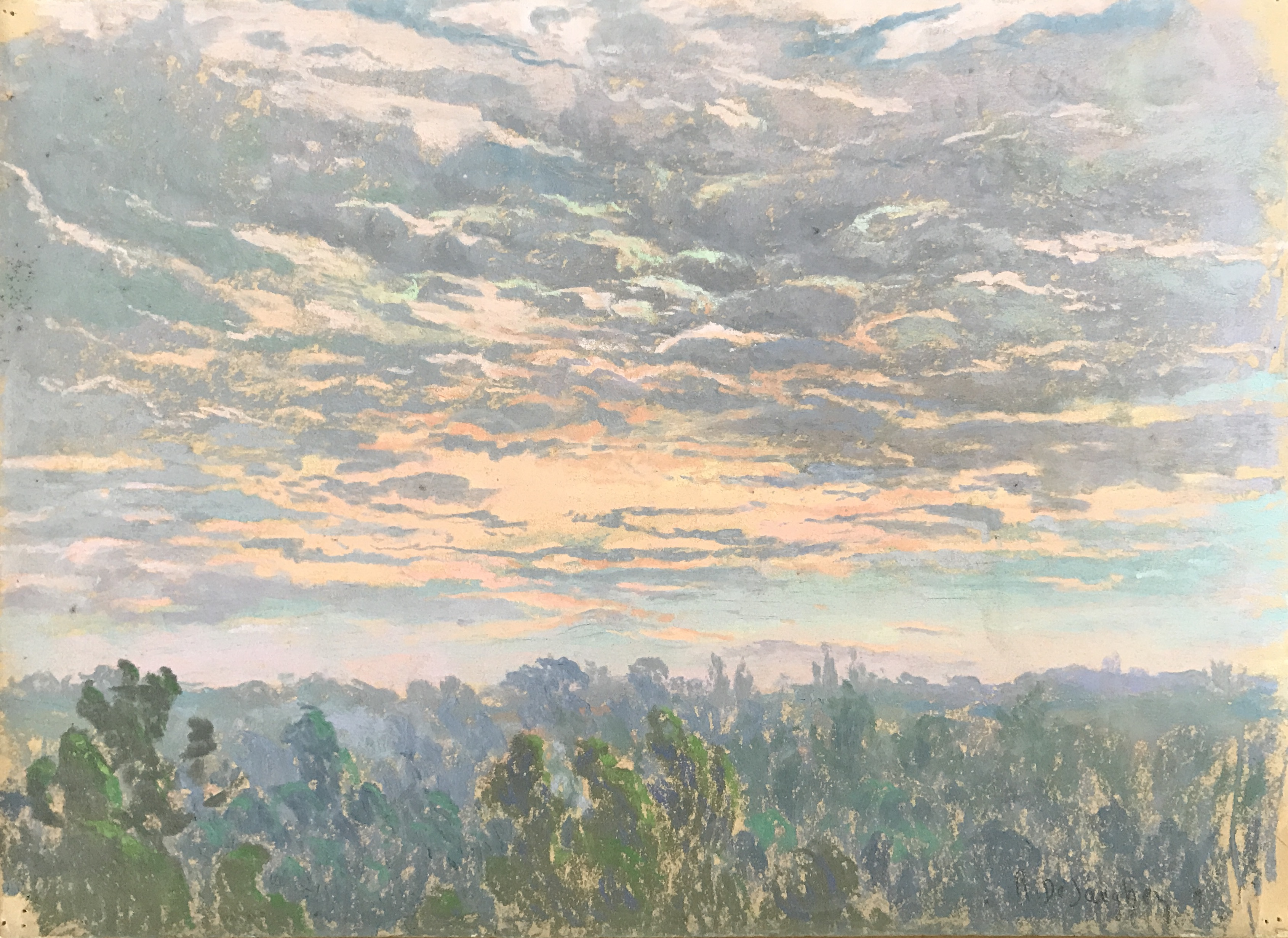
Ciel flamand

"De Saegher connut Claus ; il l'aima ; il l'admira. Je le vois cependant assez loin du maître d'Astene, poussant résolument dans beaucoup d'œuvres le goût de la délicatesse extrême et de l'imprécise nuance, l'amour du frêle, jusqu'à un point autrement éloigné, créant un art allégé bien autrement d'accord avec la nature friable du pastel."

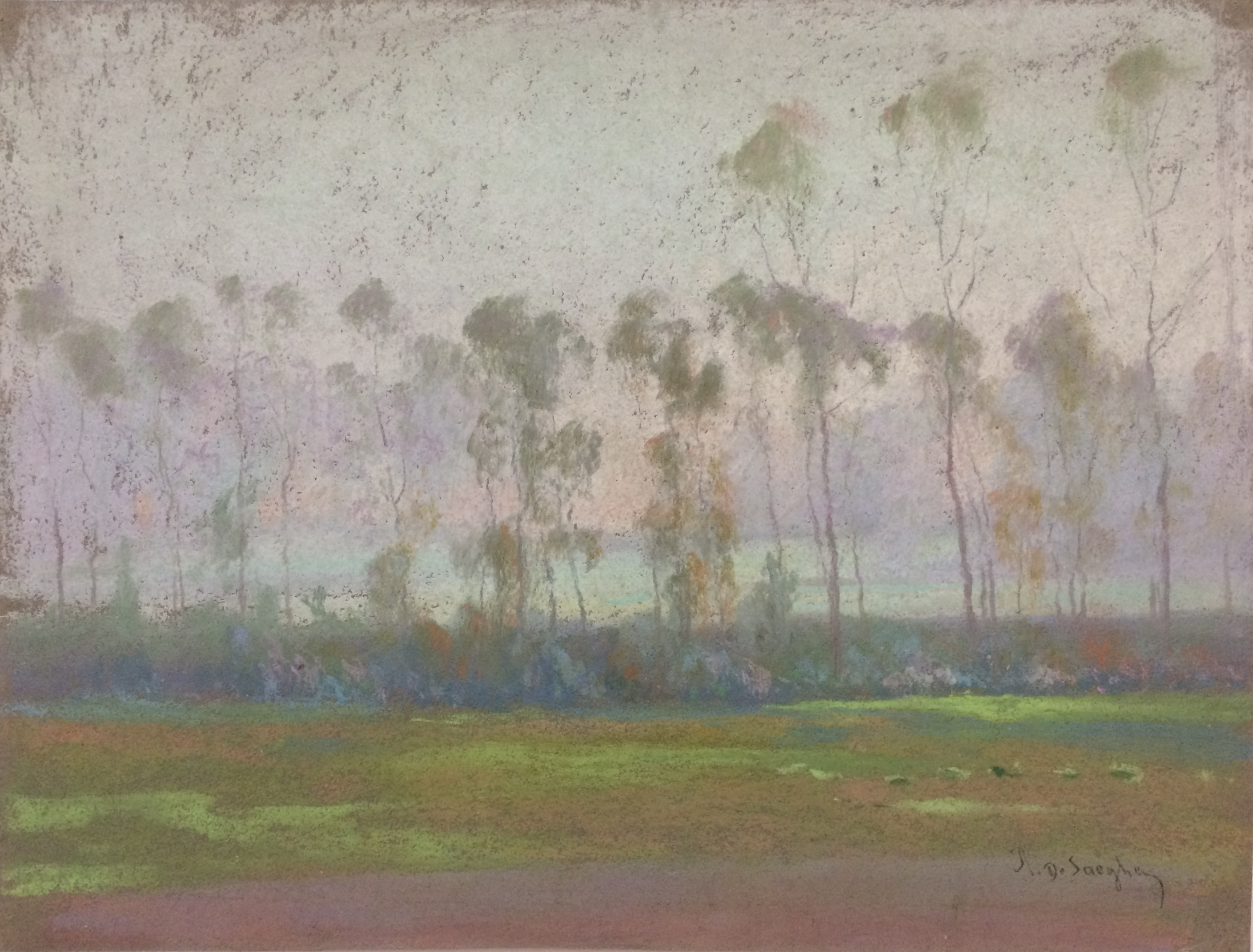
Campagne flamande